# پرکولاتور

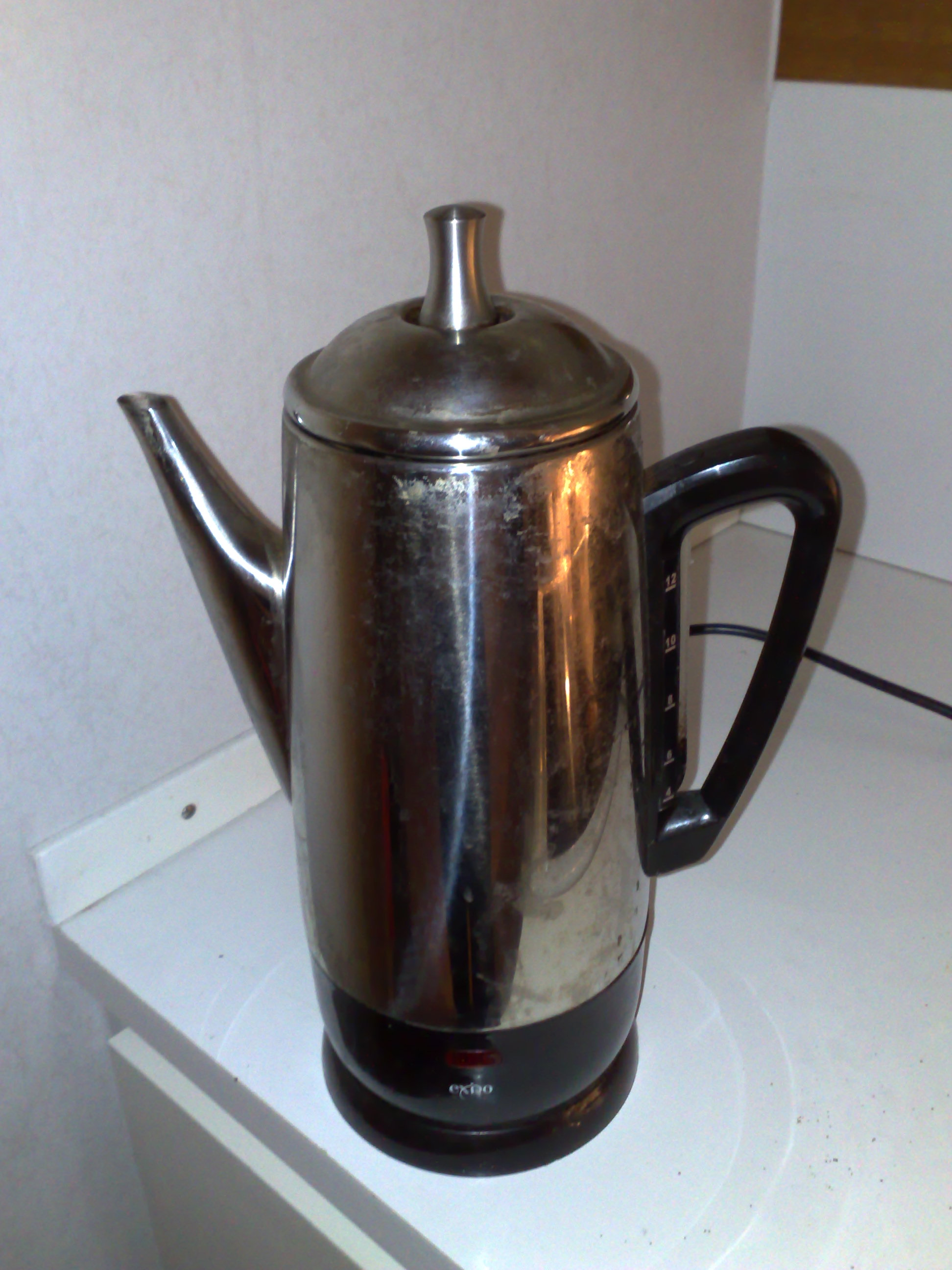
پرکولاتور برقی

دستگاه پرکولاتور قهوه نوعی کتری است که برای دم کردن قهوه در آن، از چرخش مداوم آب در حال جوش یا نزدیک به نقطه جوش استفاده می‌شود. آب داغ داخل لوله فیلتر بالا آمده و بر اثر نیروی جاذبه، پس از عبور از میان قهوه آسیاب‌شده دوباره به پایین می‌ریزد و این چرخه تا رسیدن به طعم قوی مدنظر ادامه می‌یابد. در این وسیله قهوه آسیاب‌شده در یک بسکت فلزی فیلتر مانند سوراخ‌دار ریخته می‌شوند.